# جاو برلين العظمى
جاو برلين العظمى هو التقسيم الإداري لألمانيا النازية من 1933 إلى 1945 في العاصمة الألمانية برلين. قبل ذلك، من 1928 إلى 1933، كان التقسيم الإقليمي للحزب النازي في تلك المنطقة. من 1925 إلى 1928 كانت برلين جزءًا من جاو برلين-براندبورغ التي تم تقسيمها في النهاية إلى قسمين منفصلين من جاو.

## التاريخ
تم إنشاء نظام جاو النازي في مؤتمر للحزب في 22 مايو 1926، من أجل تحسين إدارة هيكل الحزب. منذ عام 1933 وما بعده، بعد الاستيلاء النازي على السلطة، حل نظام الجاو محل الولايات الألمانية كتقسيمات إدارية في ألمانيا. 
على رأس كل جاو غوليتر، وهو موقف أصبح أكثر قوة، خاصة بعد اندلاع الحرب العالمية الثانية. كل غوليتر محلي غالبًا ما كان يشغل مناصب حكومية بالإضافة إلى مناصب حزبية وكان مسؤولًا عن الدعاية والمراقبة، ومنذ سبتمبر 1944 فصاعدًا، عن فولكسستورم والدفاع عن الجاو.  
شغل جوزيف غوبلز منصب غوليتر برلين طوال تاريخ نظام الجاو.   كان غوبلز، وزير الدعاية الرايخ ، أحد أقرب أتباع أدولف هتلر، وانتحر مع عائلته في 1 مايو 1945. 

## روابط خارجية
- قائمة مصورة من غولتير